# ハートフォード郡 (コネチカット州)
ハートフォード郡（英語：Hartford County）は、アメリカ合衆国コネチカット州中部に位置する郡。人口は89万9498人（2020年）で、州内で2番目に多い。コネチカット州では、郡の政府や議会が存在しない。各町では、教育、除雪、下水道、消防、警察など、行政サービスの責任を持つ。しかし、郊外のいくつかの町では、共同でサービスを行ったり、学校を設立したりする場合もある。

## 歴史
ハートフォード郡は、コネチカット州議会により、コネチカット州のもともとの4郡の1つとして、1666年5月10日に設立された。
これは裁判所命令により、yeより川の上流にある町、
ウィンザーの北隣・wthのファーミントンから、
サーティー・マイル島の南隣のyeの南端までは、
1つの郡として、ハートフォード郡と呼ぶものとする。
州裁判所が3月第1木曜日及び9月第1木曜日に
ハートフォードとなる。
1666年、ハートフォード郡は、ウィンザー、ウェザーズフィールド、ハートフォード、ファーミントン及びミドルタウンの町から構成され、設立された。設立の際に引用された「サーティー・マイル島」は、ハダム町の一部として、1668年に組み入れられた。1670年には、マサチューセッツ州との境界まで領域が拡大し、シムズベリー町が設立された。17世紀後半から18世紀前半にかけて、さらに町が設立され、ハートフォード郡の一部となった：1686年にウォーターベリー（1728年にニューヘイブン郡へ移る）、1694年にウィンダム（1726年にウィンダム郡へ移る）、1708年にヘブロン（1785年にトランド郡へ移る）、1712年にコヴェントリー（1726年にウィンダム郡へ移る）、1722年にリッチフィールド（1751年にリッチフィールド郡へ移る）。
1714年には、町であるコヴェントリーの北、マサチューセッツ州都の境界にある北東コネチカットのウィンダムの非法人自治体が全て、ハートフォード郡の管轄下に置かれた。1726年に、ハートフォード郡からウィンダム、コヴェントリー、マンスフィールド（1702年に併合）、アシュフォード（1714年に併合）の町が分離し、ウィンダム郡が設立された。1722年にニューヘイブン郡の管轄下に置かれたコネチカット州北西部は、1738年までにハートフォード郡へ移行している。その後の1751年、北西部は全て、新しい郡であるリッチフィールド郡となっている。1785年には、トランドとミドルセックスの2郡が、コネチカットに設立された。これはほとんどハートフォード郡の領域となっていた。18世紀後半・19世紀前半に、さらにいくつかの町が設立され、郡の境界が細かく変わっている。郡の領域が最後に変更されたのは、1806年5月8日にカントン町が設立されたときである。

## 地理
2000年の国勢調査によれば、郡の面積は750.57平方マイル(1,944.0km2)であり、うち97.98%にあたる735.44平方マイル(1,904.8km2)が陸地、2.02%にあたる15.13平方マイル(39.2km2)が水面積である。ハートフォード郡は、コネチカット川によって2つに分割され、支流にファーミントン川、ミル川、ポーダンク川、スキャンティック川などがある。地形はとても多様である。谷間の一部は沖積層であり、氾濫が起こる。一方で、他の土地は険しく、山地である。

### 近隣の郡
- ハンプデン郡 (マサチューセッツ州) - 北。
- トランド郡 - 東。1785年にウィンダム郡から分離。
- ニューロンドン郡 - 南東。1666年に設立。
- ミドルセックス郡 - 南。1785年にハートフォード郡、ニューヘイブン郡、ニューロンドン郡から分離。
- ニューヘイブン郡 - 南西。1666年に設立。
- リッチフィールド郡 - 西。1751年にフェアフィールド郡、ハートフォード郡から分離。

## 市と町
| - ハートフォード（市） - ニューブリテン（市） - ブリストル（市） - イーストハートフォード - ウエストハートフォード - エンフィールド - マンチェスター - サジントン - アボン - ベルリン - ブルームフィールド - バーリントン - カントン - イーストグランビー - イーストウィンザー | - ファーミントン - グラストンベリー - グランビー - ハートランド - マールボロー - ネウィントン - プレインビル - ロッキー・ヒル - シムズベリー - サウス・ウィンザー - サフィールド - ウェザーズフィールド - ウィンザー・ロックス - ウィンザー |

## 人口
以下は2000年の国勢調査による人口統計データである。
| 基礎データ - 人口: 857,183人 - 世帯数: 335,098 世帯 - 家族数: 222,505 家族 - 人口密度: 450人/km2（1,166人/mi2） - 住居数: 353,022軒 - 住居密度: 185軒/km2（480軒/mi2） 人種別人口構成 - 白人: 76.90% - 黒人・アフリカン・アメリカン: 11.66% - ネイティブ・アメリカン: 0.23% - アジア人: 2.42% - 太平洋諸島系: 0.04% - その他の人種: 6.43% - 混血: 2.31% - ヒスパニック・ラテン系: 11.55% 先祖による構成 - イタリア系：15.2% - アイルランド系：11.2% - ポーランド系 : 9.1% - イギリス系：6.5% - フランス系 : 5.7% - ドイツ系：5.3% 言語による構成 - 英語：78.4％ - スペイン語：10.3％ - ポーランド語：2.6％ - フランス語：1.9％ - イタリア語 : 1.6％ | 年齢別人口構成 - 18歳未満: 24.60% - 18-24歳: 7.80% - 25-44歳: 29.80% - 45-64歳: 23.20% - 65歳以上: 14.70% - 年齢の中央値: 38歳 - 性比（女性100人あたり男性の人口） - 総人口: 92.70 - 18歳以上: 89.00 世帯と家族（対世帯数） - 18歳未満の子供がいる: 31.30% - 結婚・同居している夫婦: 49.20% - 未婚・離婚・死別女性が世帯主: 13.50% - 非家族世帯: 33.60% - 単身世帯: 27.90% - 65歳以上の老人1人暮らし: 10.70% - 平均構成人数 - 世帯: 2.48人 - 家族: 3.05人 収入と家計 - 収入の中央値 - 世帯: 50,756米ドル - 家族: 62,144米ドル - 性別 - 男性: 43,985米ドル - 女性: 33,042米ドル - 人口1人あたり収入: 26,047米ドル - 貧困線以下 - 対人口: 9.30% - 対家族数: 7.10% - 18歳未満: 12.90% - 65歳以上: 7.60% |

## 交通とインフラ

### 主要なハイウェイ
- I-91
- I-84

### 主要な州道
- コネチカット州道2号線
- コネチカット州道15号線
- コネチカット州道44号線

### 公共交通機関
- コネチカット・トランジット・ハートフォード

## 政治
| 年   | 共和党        | 民主党        |
| ---- | ------------- | ------------- |
| 2008 | 33.7% 138,984 | 65.1% 268,721 |
| 2004 | 39.5% 154,919 | 58.7% 229,902 |
| 2000 | 34.7% 127,468 | 60.2% 221,167 |
| 1996 | 31.3% 111,566 | 57.0% 203,549 |
| 1992 | 32.0% 132,591 | 47.1% 195,495 |
| 1988 | 46.0% 173,031 | 53.1% 199,857 |
| 1984 | 55.0% 208,210 | 44.6% 168,609 |
| 1980 | 40.5% 150,265 | 44.3% 164,643 |
| 1976 | 47.5% 175,064 | 51.9% 191,257 |
| 1972 | 52.1% 194,095 | 46.9% 174,837 |
| 1968 | 38.8% 131,740 | 56.2% 190,865 |
| 1964 | 27.0% 88,811  | 72.9% 240,071 |
| 1960 | 41.1% 136,459 | 58.9% 195,403 |